# Pacatiano
Pacatiano (f. 248), cuyo nombre completo era Tiberio Claudio Marino Pacatiano (en latín: Tiberius Claudius Marinus Pacatianus) fue un usurpador en el área del Danubio del Imperio romano durante la época de Filipo el Árabe (r. 244-249).

## Biografía
Hay una inscripción encontrada en Bostra en la que se nombra a un tal "Claudius Marinus, clarissimus puer, hijo de Claudius Sollemnius Pac, [...] gobernador de África bajo Alejandro Severo y luego consularis o gobernador de Celesiria". Algunos historiadores identifican este Sollemnius Pac con el padre de Pacatiano. De los testimonios de Zósimo y Juan Zonaras se puede deducir que ocupó un puesto militar, quizás de bajo nivel, en el ejército romano destinado a custodiar el Danubio.
Zósimo se refiere a problemas con la disciplina del ejército danubiano, pero no existen otras referencias a las causas de la revuelta de las tropas estacionadas en Moesia y Panonia, que aclamaban emperador Pacatiano; solo se puede suponer que de alguna manera estaba relacionado con la amenaza de una invasión gótica. La fecha de la revuelta es probablemente 248, porque no hay monedas acuñadas a nombre de Filipo en Viminacium durante su último año de reinado, en 248/249, mientras que hay monedas de Pacatiano acuñadas en esa ceca que celebran el año 1001 de su fundación de Roma en 249. La acuñación de Pacatiano, única fuente no literaria de este usurpador, muestra un programa de propaganda no diferente al de Filipo, con la celebración del apoyo del ejército, la eternidad de Roma y el imperio, de la prometida prosperidad y paz.
Preocupado por las usurpaciones de Pacatiano y Jotapiano, Filipo pensó en intervenir, pero el senador Decio pronosticó el fin de los dos usurpadores a manos de sus propios partidarios: así fue, y aunque no hay noticias de las razones por las que Pacatiano fue asesinado por sus propios soldados, es razonable que fuera depuesto si no hubiera podido cumplir la tarea para la que fue elegido, defender las provincias del noreste de las incursiones de los godos.
Sin embargo, la revuelta de Pacatiano tuvo un efecto negativo en Filipo: el emperador envió a un Decio reacio a recuperar el control de las provincias, pero los soldados del ejército danubiano, para evitar el castigo, lo eligieron emperador, apoyándolo hasta la derrota y muerte de Filipo en la Batalla de Verona de 249.
Pacatiano nos es conocido a través de monedas acuñadas a su nombre, y por las menciones de Zósimo y Zonaras, que dicen que era oficial en una de las legiones de Danubio. Según Zósimo, las rebeliones de Pacatiano en Moesia, donde probablemente llegó a controlar Viminacium, y de Jotapiano en Siria obligaron a Filipo el Árabe a hacer una oferta al Senado para reducirlo, pero el senador Decio, enviado por Filipo a suprimir la rebelión, predijo correctamente que Pacatiano pronto sería muerto por sus propios hombres antes de su llegada.